# Ренар, Дамьен
Дамьен Ренар (фр. Damien Renard; 20 февраля 1980) — французский ориентировщик, призёр чемпионатов мира и Европы по спортивному ориентированию.
В составе сборной Франции на чемпионате мира в Японии в 2005 году завоевал серебряную медаль.
Через год на чемпионате Европы 2006 сборная Франции в том же составе (Франсуа Гонон, Дамьен Ренар, Тьерри Жоржиу) завоевала серебряные медали.
Победу праздновала сборная Швеции, а третье место досталось сборной Норвегии.
Как и большинство ориентировщиков из мировой элиты выступает за скандинавские клубы.
В 2008 году в составе клуба Kristiansand OK выиграл шведскую эстафету десяти участников Tiomila На разных этапах эстафеты за клуб Kristiansand OK так же бежали швейцарец Даниэль Хубман и норвежец Хольгер Хотт.